# پل سرخ (پل سمیان)
پل سرخ (پل سمیان) مربوط به دوره صفوی است و در شهرستان اردبیل، روستای جبه دار، رودخانه قرسو واقع شده و این اثر در تاریخ ۲۸ مرداد ۱۳۴۸ با شمارهٔ ثبت ۸۷۴ به‌عنوان یکی از آثار ملی ایران به ثبت رسیده است.